# Ralph Tresvant
Ralph Tresvant (nascido como Ralph Edward Tresvant Jr. em 16 de maio de 1968) é um cantor norte-americano de R&B e New Jack Swing. Uma de suas canções, "Sensitivity", figurou na trilha sonora do jogo eletrônico Grand Theft Auto: San Andreas, mais precisamente na rádio CSR 103:9. (Foi o principal vocalista do grupo juvenil sucesso nos anos 80 New Edition)

## Discografia

### Álbuns
- 1987: Living In A Dream {não foi lançado}
- 1990: Ralph Tresvant
- 1994: It's Goin' Down
- 2006: Rizz-Wa-Faire

### Singles
| Ano  | Canção                     | Posições nas paradas | Posições nas paradas | Álbum           |
| Ano  | Canção                     | US Hot 100           | US R&B               | Álbum           |
| ---- | -------------------------- | -------------------- | -------------------- | --------------- |
| 1990 | "Sensitivity"              | 4                    | 1                    | Ralph Tresvant  |
| 1991 | "Stone Cold Gentleman"     | 34                   | 3                    | Ralph Tresvant  |
| 1991 | "Do What I Gotta Do"       | -                    | 2                    | Ralph Tresvant  |
| 1991 | "Rated R"                  | -                    | 69                   | Ralph Tresvant  |
| 1991 | "Yo Baby Yo"               | -                    | -                    | House Party 2   |
| 1992 | "Money Can't Buy You Love" | 54                   | 2                    | Mo' Money       |
| 1993 | "Who's the Mack"           | -                    | 35                   | It's Goin' Down |
| 1994 | "When I Need Somebody"     | -                    | 45                   | It's Goin' Down |
| 2006 | "My Homegirl"              | -                    | -                    | Rizzwafaire     |
| 2008 | "Magic Underwear"          | -                    | -                    | Rizzwafaire     |
| 2008 | "Never Noticed"            | -                    | -                    | Rizzwafaire     |